# 消防水龙

国际通用的消防水带标志

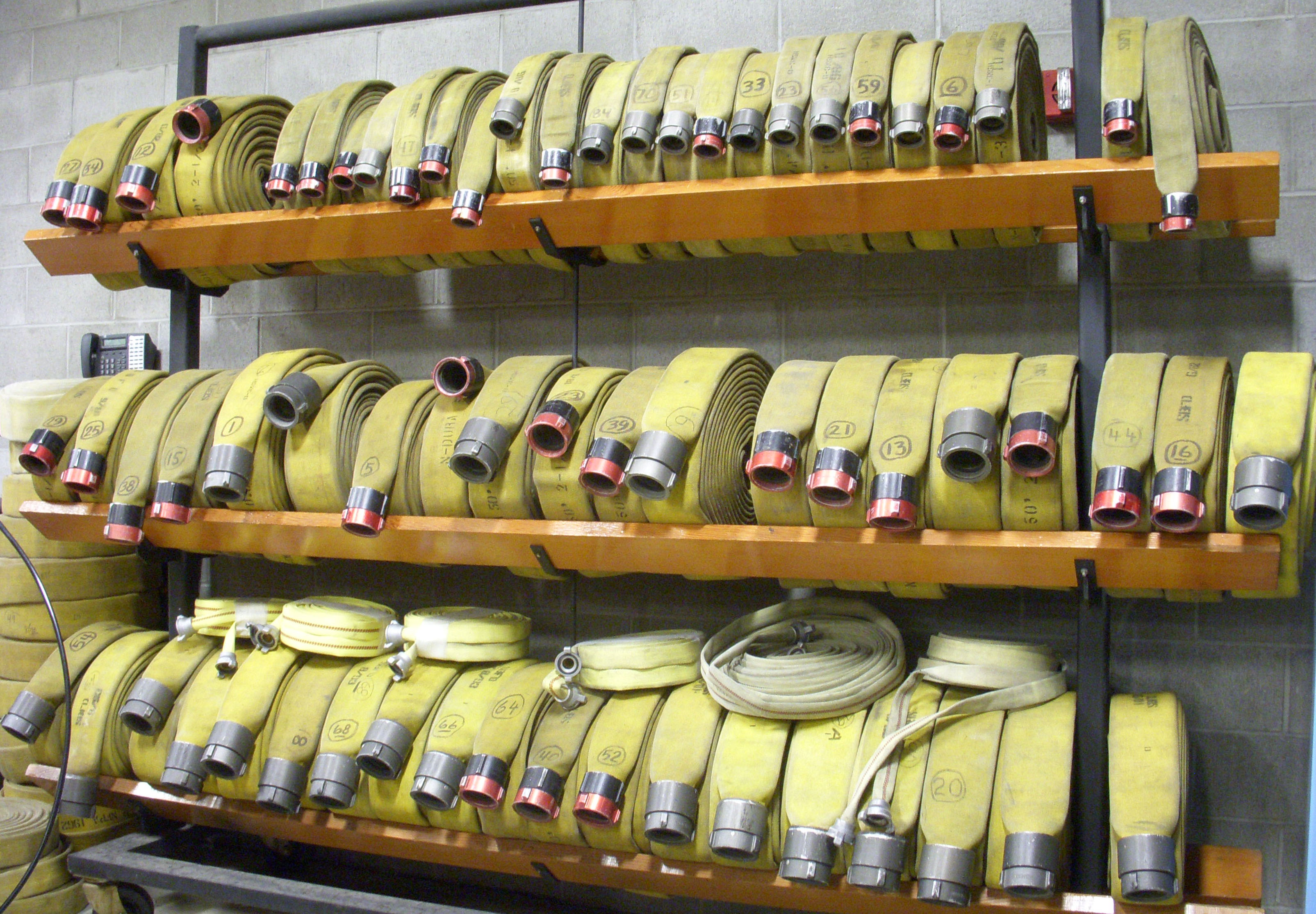
各种消防水带

消防水龙，或称消防水带。是用来运送高压水或泡沫等阻燃液体的软管。传统的消防水带以橡胶为内衬，外表面包裹着亚麻编织物。先进的消防水带则用聚氨酯等聚合材料制成。消防水带的两头都有金属接头，可以接上另一根水带以延长距离或是接上喷嘴以增大液体喷射压力。

### 结构
消防水带基本结构包含织物层、衬里、涂层、覆盖层和胶粘层5个部分。通常由经纬线编织的筒状织物层和衬里（或覆盖层）通过蒸汽硫化或胶粘剂组合而成的一定长度的柔软可盘卷的圆形或扁平管状体。

### 分类

#### 按用途分类
消防水带按用途可分为四类。
1. 作战消防水带。在突发火灾的事故现场（如工厂、高层建筑等）供专业消防人员灭火用的消防水带。
2. 输送消防水带。用于消防泵与消防车、消防车与消防车或其他工农业场合远距离大量输水的水带，通常分为抵押输水与高压输水两种水带。
3. 森林消防水带。用于森林、园林、草场等野外灭火的水带，口径较小。
4. 吸水管。借助真空作用从无压水源（如湖泊、河流或水井）中抽水或吸水的软管。[2]

#### 按结构分类
消防水带按结构可分为三类。
1. 无衬里的消防水带。现已淘汰。
2. 有衬里的消防水带。指织物层中有橡胶、PVC、TPU等作为衬里的消防水带。
3. 消防湿水带。相比有衬里水带，其带体上排列着规整的针孔，在一定压力下，水带中的灭火介质能够均匀地渗透并湿润带体，在火场起到保护水带的作用。[2]